# Little Friend
Little Friend ist ein britisches Ehe- und Familiendrama von Berthold Viertel aus dem Jahre 1934. Die Handlung wird aus dem Blickwinkel der halbwüchsigen Felicity Hughes erzählt, die von der damals 14-jährigen Filmdebütantin Nova Pilbeam verkörpert wurde. Fritz Kortner spielt hier eine Gastrolle. Der Geschichte liegt der Roman Kleine Freundin (1931) von Ernst Lothar zugrunde.

## Handlung
England zu Beginn der 1930er Jahre. Das Ehe- und Elternpaar John und Helen Hughes, beide Vertreter der Oberschicht, der es finanziell an nichts mangelt, führt wie so manche Vertreter ihrer Klasse, ein Leben, das in eingefahrenen Bahnen verläuft. Trotz beider Tochter Felicity lebt man mehr neben- als miteinander. Nun ist John auch noch ausgezogen, und Gattin Helen ist auch kaum mehr daheim, da sie eine Affäre hat und sich mit einem Schmierendarsteller namens Hilliard vergnügt, der Felicity auf anbiedernde Weise seine kleine Freundin nennt. Die größte Leidtragende dieser kältestarrenden häuslichen Situation ist dieses zwölfjährige Mädchen, das mit abgöttischer Liebe an Vater wie Mutter hängt und aufgrund ihrer Ängste unter Alpträumen leidet. Zumeist bleibt ihr nur noch die Gouvernante Miss Drew.
Für die Bewältigung ihrer aus dieser Situation entstehenden Alpträume findet Felicity keinen Ansprechpartner, allenfalls der Botenjunge Leonard Parry, mit dem sie auf der Flucht vor Mutters Lügen und Ausflüchten gekracht ist, scheint sie zu verstehen. In ihrer Phantasie malt sich Felicity das Schlimmste für die Zukunft aus. Felicity setzt alles in Bewegung und versucht, mit denjenigen Mitteln, die einem kleinen Mädchen zur Verfügung steht, dass die Eltern sich endlich wieder annähern. Eines Tages, nachdem sie ihre Mutter im Bett des Schauspielers aufgefunden hatte, greift sie zu dem schärfsten und ultimativen Mittel, das ihr geblieben ist: Felicity unternimmt einen (stümperhaft ausgeführten) Selbstmordversuch. Erst mit dieser Verzweiflungstat findet das Mädchen mit ihren seelischen Nöten Gehör bei den Eltern. Vor Gericht lügt sie sogar, um den angeschlagenen Ruf ihrer Mutter zu retten.

## Produktionsnotizen
Little Friend wurde am 24. Juli 1934 uraufgeführt. In Deutschland war der Film nicht zu sehen. (Exil-)Deutsche Einflüsse sind nichtsdestotrotz allerorten zu spüren, wie René Dufour alias Richard Dyck 1935 im Pariser Tageblatt konstatierte.
Robert Stevenson übernahm die Produktionsleitung. Alfred Junge entwarf die Filmbauten, Elsa Schiaparelli die Kostüme. Louis Levy übernahm die musikalische Leitung.

## Kritiken
In Film Weekly war folgendes zu lesen: „Mit diesem Filmwerk sind die Engländer nicht nur zum ersten Mal den Weg des leise abgetönten, psychologischen Kammerspiels gegangen, sondern sie haben hier auch einen Stoff ins Allgemeingültige, ins Allgemeinmenschliche erhoben und so ein Kunstwerk zustande gebracht, das über den Tag hinaus nachwirkt. Ein Film von großer Klasse … Mit behutsamer Hand wird hier den feinsten Regungen einer Kinderseele nachgespürt, alle Halb- und Vierteltöne im Unterbewusstsein eines werdenden Menschen werden zart zum Klingen gebracht.“
The New York Times lobte zu jener Zeit, der Film sei „sehr nahe an einem Meisterwerk seiner Art“.
Halliwell’s Film Guide fand, der Film sei ein „ziemlich gut geschriebenes aber gekünsteltes häusliches Drama, das sich einen kleinen Ruf bewahrt hat.“
CineGraph meinte, Regisseur Viertel schuf mit Little Friend „einen Film, der sich auf eine fast gespenstisch anmutende Weise in die Denk- und Gefühlswelt des englischen Bürgertums versetzte.“